# وادي الرقاد

وادي الرقاد ينبع من هضبة الجولان السورية ويعدّ أحد روافد نهر اليرموك. يبدأ وادي الرقاد من تجمع بعض المسيلات الصغيرة قرب قريتي جباتا الخشب وطرنجة ومن ثم يتجه نحو الجنوب يرفده من جهة الغرب من مدينة القنيطرة رافد يدعى أبا الدجاج. ويستمر في جريانه نحو الجنوب مارا بقرى: ( كودنة, غدير البستان، المعلقة albackar.) فيرفده الطعيم إلى أن يصب في نهر اليرموك شرقي قرية الدبوسية، وهو واد غزير في فصل الشتاء.